# (6706) 1988 VD3
1988 في دي 3 (ويعرف أيضًا باسم (6706) 1988 في دي 3 وفق تسمية الكوكب الصغير) (بالإنجليزية: 1988 VD3)‏ هو كويكب ضمن حزام الكويكبات؛ وترتيبه 6706 من حيث الاكتشاف.
اكتُشف هذا الجُرم الفلكي بواسطة Takuo Kojima ‏ في 11 نوفمبر 1988.

## وصلات خارجية
- (6706) 1988 VD3 في قاعدة بيانات مختبر الدفع النفاث لأجرام النظام الشمسي الصغيرة

- الاكتشاف · مخطط المدار ·  العناصر المدارية · المعلمات المادية

- (6706) 1988 VD3 على موقع ويكي سكاي: DSS2, SDSS, GALEX, IRAS, Hydrogen α, X-Ray, Astrophoto, Sky Map, Articles and images